# Eusterinx arcuata
Eusterinx arcuata là một loài tò vò trong họ Ichneumonidae.